# Wild!
Wild! es el cuarto álbum del dueto inglés de synth pop Erasure y es considerado como tal el siguiente a The Innocents de 1988, sin contar el EP Crackers International que saliera a la venta apenas unos meses antes. Fue producido por Erasure junto con Gareth Jones y Mark Saunders, editado por Mute Records en el Reino Unido y Sire Records en los Estados Unidos.
Aunque el álbum no generó entradas en el Billboard Hot 100, es muy apreciado entre los seguidores de Erasure como uno de sus mejores álbumes, conteniendo clásicos como "Blue Savannah"(que fue premiada con el Ivor Novello Awards como mejor interpretación de 1990) y "Drama!". En los Estados Unidos varios temas consiguieron exposición en las radios universitarias y 3 sencillos alcanzaron posiciones en el ranking Hot Dance Music/Club Play de la revista Billboard.
En Inglaterra Wild! continuó la racha de éxito de Erasure al convertirse en el segundo álbum de 5 seguidos en alcanzar el primer puesto del Top 20.  Wild! fue promocionada con la primera gira mundial de Erasure: Wild! Tour, que incluía elaboradas escenografías y vestuarios.
Todos los temas fueron escritos por Vince Clarke y Andy Bell.

## Listado de canciones
El álbum apareció en tres formatos, por vez primera el estándar  en disco compacto, en disco de vinilo y en casete de cinta magnética de audio. No hubo diferencias de contenido entre ambas ediciones.
Edición en CD
| Wild! |                             |          |  |
| N.º   | Título                      | Duración |  |
| 1.    | «Piano Song (Instrumental)» | 1:09     |  |
| 2.    | «Blue Savannah»             | 4:23     |  |
| 3.    | «Drama!»                    | 4:09     |  |
| 4.    | «How Many Times?»           | 3:17     |  |
| 5.    | «Star»                      | 3:54     |  |
| 6.    | «La Gloria»                 | 3:19     |  |
| 7.    | «You Surround Me»           | 3:58     |  |
| 8.    | «Brother and Sister»        | 3:24     |  |
| 9.    | «2,000 Miles»               | 3:39     |  |
| 10.   | «Crown of Thorns»           | 4:00     |  |
| 11.   | «Piano Song»                | 3:14     |  |

Edición en LP
Es una reproducción de la versión en CD, apareció en ambos lados del mundo.

| Lado A |                             |          |  |
| N.º    | Título                      | Duración |  |
| 1.     | «Piano Song – Instrumental» | 1:09     |  |
| 2.     | «Blue Savannah»             | 4:23     |  |
| 3.     | «Drama!»                    | 4:09     |  |
| 4.     | «How Many Times?»           | 3:17     |  |
| 5.     | «Star»                      | 3:54     |  |
| 6.     | «La Gloria»                 | 3:19     |  |

| Lado B |                      |          |  |
| N.º    | Título               | Duración |  |
| 1.     | «You Sorround Me»    | 3:58     |  |
| 2.     | «Brother and Sister» | 3:24     |  |
| 3.     | «2,000 Miles»        | 3:39     |  |
| 4.     | «Crown of Thorns»    | 4:00     |  |
| 5.     | «Piano Song»         | 3:14     |  |

## Ubicación en las listas
Wildǃ fue el segundo de una serie de 5 álbumes número 1 de Erasure en Inglaterra. Logró el puesto 57 en los Estados Unidos, obtuvo el puesto 16 en Alemania y alcanzó el puesto número 3 en la Argentina.

## Créditos
Escrito por: Clarke/Bell.
- Productor: Gareth Jones, Mark Saunders y Erasure.
- Asistido por: Nick Addison en Church Studios y George Holt, Jo Gibb y Flinton McDonald en Konk Studios.
- Grabado en: Swing y Church Studios.
- Mezclado por: Gareth Jones y Mark Saunders en Konk y Church Studios.
- Diseño: Me Company.
- Fotografía: Pierre et Gilles.

El tema Drama! contiene en una parte del estribillo, coros cantados por The Jesus and Mary Chain quienes se encontraban grabando en un estudio contiguo al de Erasure.

## Wild! Live at the London Arena
Wild! Live at the London Arena es la tercera grabación en vivo del dúo Erasure, realizada como presentación de su álbum Wild!.
Wild! Live at the London Arena presenta la actuación que la banda hizo el 11 de diciembre de 1989 en el estadio London Arena, en Londres, Inglaterra, Reino Unido. Sólo se ha publicado en VHS. En 2016, se relanza este concierto a formato DVD dentro del nuevo álbum antológico de Erasure, llamado From Moscow to Mars - An Erasure Anthology, que se lanzará el 23 de octubre de este mismo año. El relanzamiento de este concierto viene incluido como material incluido un video del backstage del show grabado por Paul Hickey, un video totalmente exclusivo.
| 1. Piano Song 2. How Many Times 3. You Surround Me 4. Knocking on Your Door 5. Brother and Sister 6. Crown of Thorns 7. Star 8. Chains of Love 9. Hideaway 10. Supernature (Cerrone/Wisniak/Lovich) 11. Who Needs Love Like That (Clarke) 12. Stop 13. Victim of Love 14. La Gloria 15. Ship of Fools 16. It Doesn't Have to Be 17. Blue Savannah 18. Sometimes 19. The Hardest Part 20. Oh L'Amour 21. Drama! 22. A Little Respect 23. Spiralling | 1. Piano Song 2. You Surround Me 3. Chains of Love 4. Star 5. Crown of Thorns 6. Supernature 7. Who Needs Love Like That 8. Stop! 9. Victim of Love 10. La Gloria 11. Blue Savannah 12. Sometimes 13. The Hardest Part 14. Drama! 15. A Little Respect 1. Backstage Footage (recorded by Paul Hickey) |

Datos adicionales
Wild! Live at the London Arena es un VHS que muestra el show que formó parte de una la mundial que realizó Erasure con motivo del álbum Wild!. Se hicieron diferentes ediciones, la edición para los Estados Unidos cuenta con 8 temas menos, incluso se hizo una versión en Laserdisc con la edición norteamericana.

## Wild! - 30th Anniversary Deluxe Edition
Para celebrar el 30 aniversario de la edición original, se editó una versión remasterizada con un CD extra con remixes, versiones en vivo y los lados B de esta etapa (a excepción de Paradise que no fue incluido).
Edición en CD
| Disco uno, CD |                             |          |  |
| N.º           | Título                      | Duración |  |
| 1.            | «Piano Song – Instrumental» | 1:09     |  |
| 2.            | «Blue Savannah»             | 4:23     |  |
| 3.            | «Drama!»                    | 4:09     |  |
| 4.            | «How Many Times?»           | 3:17     |  |
| 5.            | «Star»                      | 3:54     |  |
| 6.            | «La Gloria»                 | 3:19     |  |
| 7.            | «You Surround Me»           | 3:58     |  |
| 8.            | «Brother and Sister»        | 3:24     |  |
| 9.            | «2,000 Miles»               | 3:39     |  |
| 10.           | «Crown of Thorns»           | 4:00     |  |
| 11.           | «Piano Song»                | 3:14     |  |

| Disco dos, CD |                                                              |          |  |
| N.º           | Título                                                       | Duración |  |
| 1.            | «Sweet, Sweet Baby» (The Moo Moo Mix)                        |          |  |
| 2.            | «Drama!» (Richard Norris Mix (unreleased))                   |          |  |
| 3.            | «Blue Savannah» (Mark Saunders 12" Mix)                      |          |  |
| 4.            | «Piano Song» (Live at the London Arena (unreleased))         |          |  |
| 5.            | «Runaround On The Underground» (Remix)                       |          |  |
| 6.            | «How Many Times?» (Alternative Mix (unreleased))             |          |  |
| 7.            | «Supernature» (Daniel Miller & Phil Legg Remix)              |          |  |
| 8.            | «Star» (Soul Mix)                                            |          |  |
| 9.            | «No GDM.» (Unfinished Mix)                                   |          |  |
| 10.           | «Drama!» (Act 2)                                             |          |  |
| 11.           | «Brother and Sister» (Live at the London Arena (unreleased)) |          |  |
| 12.           | «Dreamlike State» (7" A Cappella Mix (unreleased))           |          |  |
| 13.           | «You Surround Me» (Gareth Jones Mix)                         |          |  |
| 14.           | «91 Steps» (6 Pianos Mix)                                    |          |  |